# Bixa
- Commons
- Wikispecies

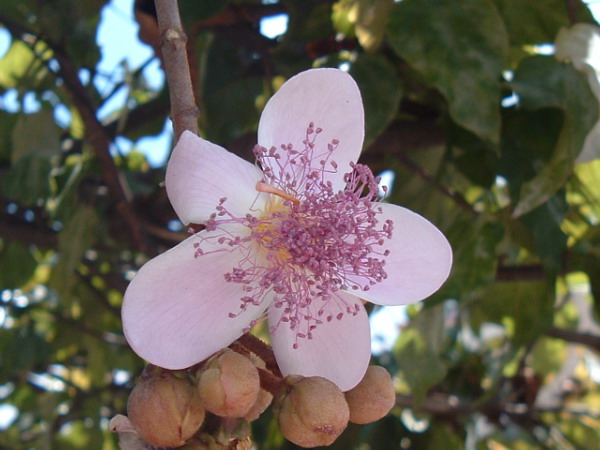
Flor de Bixa sp.

O gênero Bixa L. (pronuncia-se bicsa), da família das Bixaceae, compreende algumas espécies de pequenas árvores concentradas originalmente na América Central e norte da América do Sul. A única espécie cultivada é o urucum (Bixa orellana), para fins industriais, alimentares, de tintura bem como para ornamentação.

## Classificação do gênero
| Sistema | Classificação                      | Referência               |
| ------- | ---------------------------------- | ------------------------ |
| Linné   | Classe Polyandria, ordem Monogynia | Species plantarum (1753) |

## Espécies
Segundo o Flora do Brasil 2020, somente três nomes de espécies são atualmente aceitos:
- Bixa arborea[4]
- Bixa excelsa[5]
- Bixa orellana[6]